# Pieter Corneliszoon Hooft

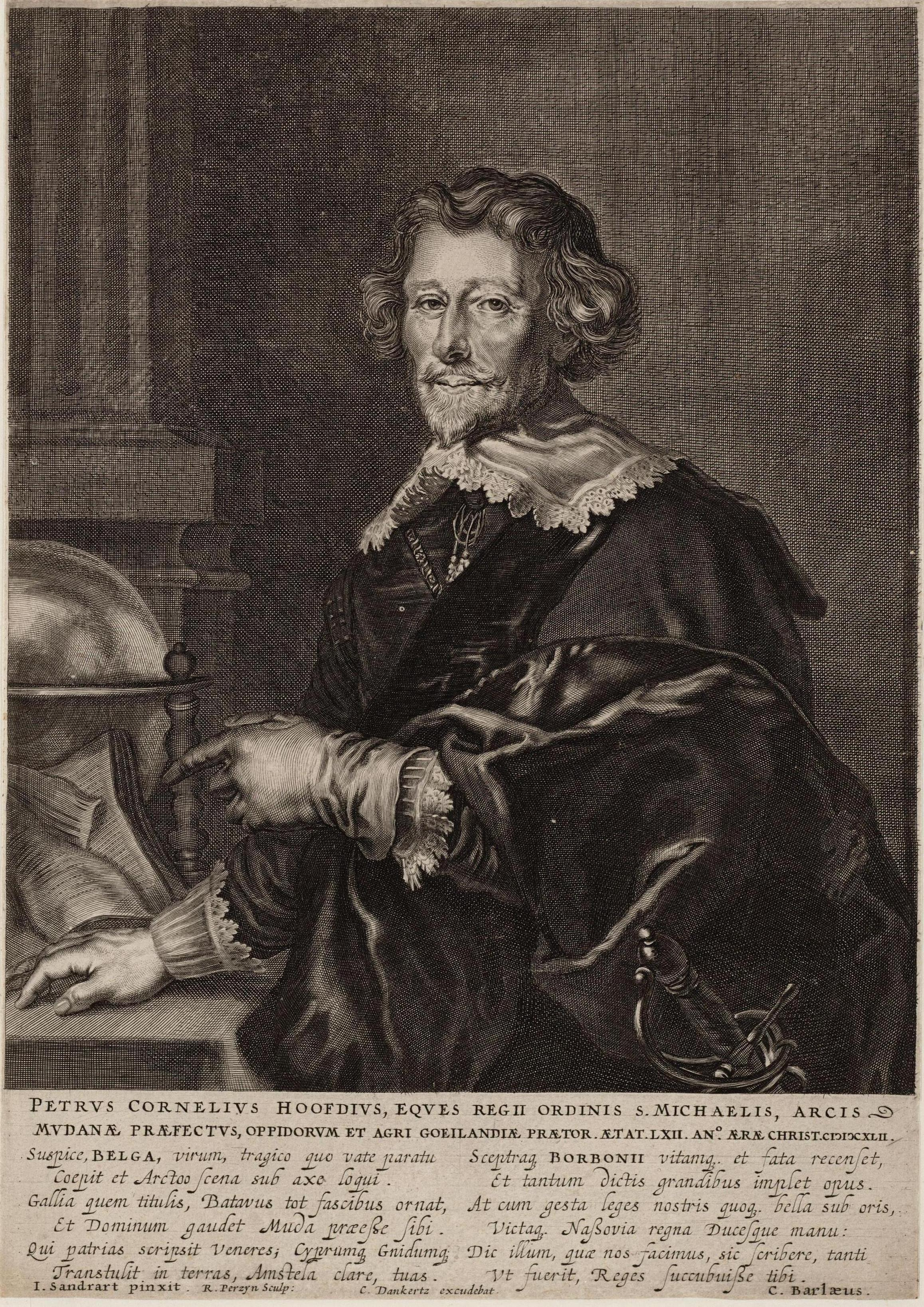
Pieter Corneliszoon Hooft (1642)

Pieter Corneliszoon Hooft (Amsterdam, el 16 de març de 1581 — La Haia, el 21 de maig de 1647) va ser un poeta, dramaturg i historiador neerlandès.
En la seva obra teatral propagava una actitud orangista moderada. Era adepte d'una filosofia i ètica neo-estoïcistes i humanistes, sense adherir a qualsevol religió o església. Durant insurrecció neerlandesa (1568-1589) contra Felip II d'Espanya i la repressió violenta del duc d'Alba i el conflicte entre protestants i catòlics, no va triar cap bàndol.

## Obra dramàtica
- 1613. Geeraerdt van Velsen.
- 1614. Achilles en Polyxena.
- 1614. Theseus en Ariadne.
- 1615. Granida.
- 1616. Warenar.
- 1626. Baeto, oft oorsprong der Holanderen